# Half the Perfect World
Half the Perfect World é um álbum de estúdio da Madeleine Peyroux, lançado em 2006.